# Ray Cordeiro
Pour les articles homonymes, voir Cordeiro (homonymie).
Reinaldo Maria Cordeiro (郭利民), dit Ray Cordeiro (12 décembre 1924 - 13 janvier 2023), plus populaire sous le surnom d'Oncle Ray, est un animateur radio et acteur hongkongais, connu pour avoir animé l'émission All the Way with Ray sur RTHK Radio 3 (en) de 1970 à 2021, qui était le programme radio le plus ancien de Hong Kong au moment de son arrêt.
Il reçoit le titre de la « plus longue carrière de disc-jockey au monde » en 2000 par le Livre Guinness des records et a été décoré de l'Ordre de l'Empire britannique par la Reine Élisabeth II en 1987.

## Biographie

### Jeunesse et formation
Né dans le quartier de Wan Chai en 1924 dans une fratrie de six enfants, Oncle Ray est issu d'une famille d'immigrants portugais en Chine. Son grand-père paternel est né à Shanghai et a rencontré sa grand-mère dans la colonie portugaise de Macao avant de s'installer à Hong Kong en 1868. Le père de Cordeiro est né à Hong Kong tandis que sa mère a émigré de Macao à Hong Kong au début du XXe siècle. Son père abandonne sa famille quand Cordeiro a l'âge de six ans, obligeant sa mère à prendre un emploi supplémentaire pour élever ses enfants qui grandissent dans la pauvreté. Cordeiro est scolarisé au St. Francis' Canossian College (en) où les autres enfants se moquent de ses problèmes de bégaiement, qu'il surmontera finalement avec l'aide de sa mère.
Il est scolarisé au St Joseph's College (en) peu de temps avant la Seconde Guerre mondiale. Durant le conflit, sa mère et ses sœurs se réfugient à Macao tandis que Cordeiro reste à Hong Kong avec son père qui travaille pour la banque HSBC (en). En 1943, Cordeiro rejoint le reste de sa famille dans un camp de réfugiés à Macao. Il découvre la musique lorsqu'un big band se produit dans le camp le jour du Nouvel an 1944, et commence à s'intéresser à la batterie.
Après la guerre, Cordeiro travaille comme gardien à la prison de Stanley où il se lie d'amitié avec un jeune prisonnier, mais quitte son emploi après avoir refusé d'aider ce prisonnier à s'évader. Sur le conseil de son père, Cordeiro obtient un travail à la HSBC, tout en travaillant au noir comme batteur. Il décrit cette période de double emploi comme une « assez bonne vie », bien qu'il « s'ennuie à mourir à travailler à la banque ».

### Carrière à la radio
En 1949, à l'âge de 25 ans, il commence sa carrière à la radio comme scénariste sur Rediffusion (en). Il devient ensuite disc-jockey et anime une émission intitulée Progressive Jazz. Il rejoint la RTHK (alors appelée Radio Hong Kong) en 1960 en tant que producteur de musique légère. En 1970, il démarre la série des All the Way with Ray, l'émission de radio la plus longtemps sur les ondes à Hong Kong, qu'il anime pendant 51 ans jusqu'au 15 mai 2021,. Il fait également des apparitions dans divers films hongkongais dans les années 1970 et 1980.
Durant sa carrière, Cordeiro a interviewé de nombreux musiciens célèbres, dont les Beatles. Il est reconnu par la Elvis Presley Enterprises (en) pour sa contribution de toute une vie à Elvis Presley. Il est élu meilleur DJ de Hong Kong pendant quatre années consécutives et reçoit l'Ordre de l'Empire britannique en 1987 des mains de la Reine Élisabeth II au palais de Buckingham.
Il reçoit une bourse honoraire de l'académie des arts du spectacle de Hong Kong en 2012 et un doctorat honorifique en sciences sociales de l'université chinoise de Hong Kong en 2022.
Le 15 mai 2021, Cordeiro prend sa retraite à l'âge de 96 ans après avoir animé sa dernière émission radio, diffusée sur la RTHK depuis 1970,.
Il publie son autobiographie intitulée All the Way with Ray: My Autobiography en 2021 avec l'éditeur hongkongais Blacksmith Books.

### Mort
Cordeiro meurt au centre médical CUHK (en) de Hong Kong le 13 janvier 2023 à l'âge de 98 ans,,. Les représentants du gouvernement expriment leurs condoléances à l'annonce de sa mort,..

## Émissions radio animées

### Radio Rediffusion
- Progressive Jazz (1949–1960)[5]
- Talent Time[12]
- The Beginners Please[12]
- The Diamond Music Show[12]
- Shriro Hit Parade[12]
- Rumpus Time (1950s)[12]
- Swing and Sway with Ray (–1960)[5]

### RHTK
- From Me To You[12]
- Hit Parade[12]
- Lucky Dip[12]
- All the Way with Ray (1970 – 15 mai 2021)[5]
- Just Jazz with Uncle Ray[15]

## Filmographie
| Année | Titre                  | Rôle                             | Notes  |
| ----- | ---------------------- | -------------------------------- | ------ |
| 1974  | Games Gamblers Play    |                                  | [ 8 ]  |
| 1975  | Let's Rock             |                                  | [ 8 ]  |
| 1975  | Ultime Message         | Un assassin et un policier       | ,      |
| 1976  | Mr Boo détective privé |                                  | [ 8 ]  |
| 1981  | Security Unlimited     | Le farceur aux courses hippiques | [ 8 ]  |
| 1981  | Job Hunter             |                                  | [ 16 ] |
| 1983  | All the Wrong Spies    | Le Juif                          | [ 8 ]  |